# Loweia brantsi
Loweia brantsi är en fjärilsart som beskrevs av Ter Haar 1900. Loweia brantsi ingår i släktet Loweia och familjen juvelvingar. Inga underarter finns listade i Catalogue of Life.